# 河井案里
河井案里（日语：／ Kawai Anri；1973年9月23日—），日本政治人物，出生于宮崎縣延岡市，毕业于慶應義塾大學，前自由民主党党员、日本参议院议员、廣島縣议会议员。其丈夫河井克行为前法务大臣、日本众议院议员。
2021年1月20日，東京地方裁判所裁定河井案里在第25屆日本參議院議員通常選舉期间行贿，判处其入狱一年零四个月、禁止出任公职五年。

## 众议院选举

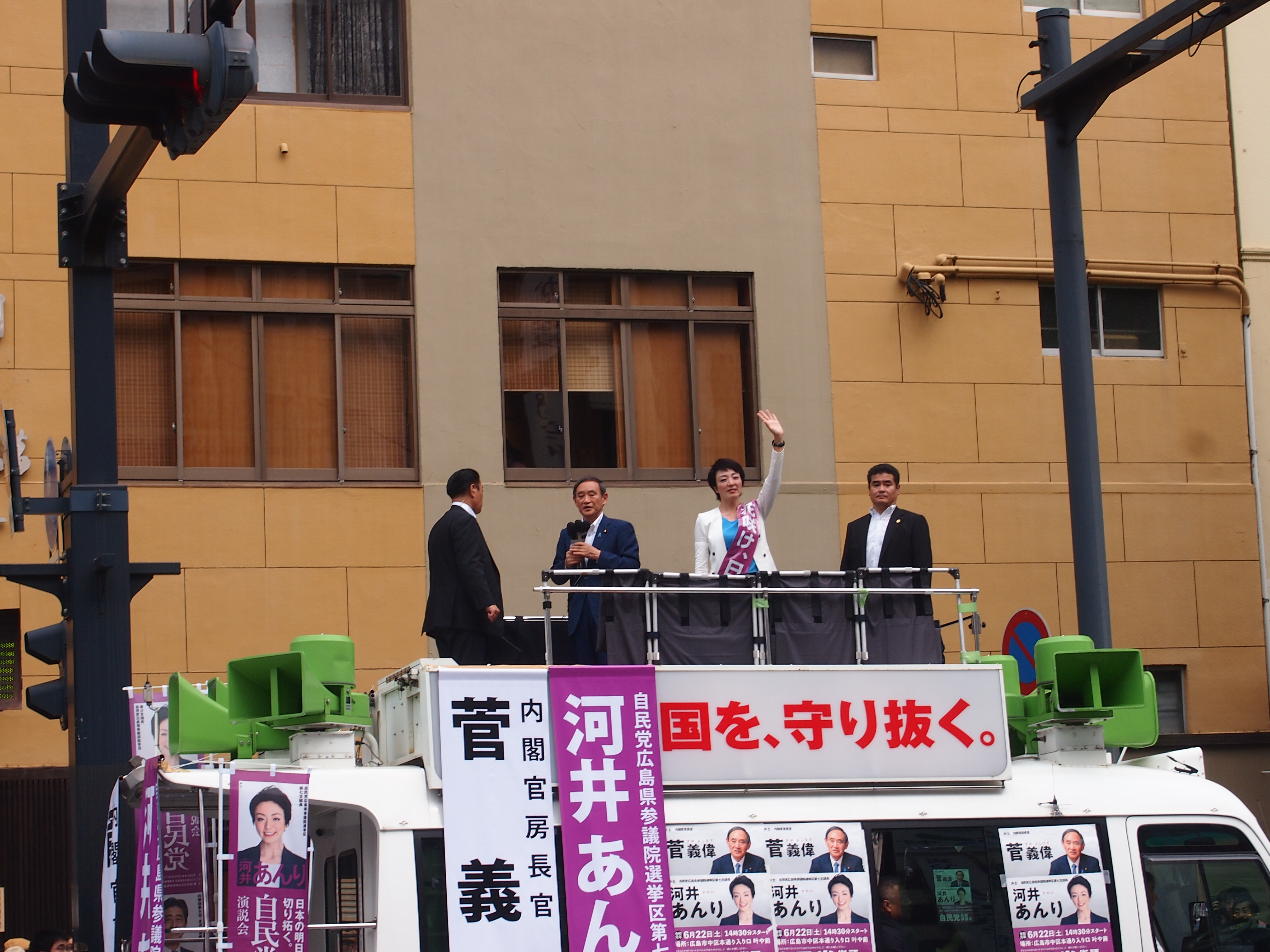
河井案里与菅义伟的竞选活动现场，摄于2019年6月22日

2019年，在自由民主党干事长二階俊博和内阁官房长官菅义伟的大力支持下，河井案里宣布参加第25屆日本參議院議員通常選舉。最终河井以排名第二（295,871票，29.0%）当选广岛县选区的参议员。同年8月，河井加入支持菅义伟的17人无派系小组“向日葵会”。

## 违反选举法
据《文藝春秋》文章披露，参议院选举期间，河井的竞选办公室给予工作人员及选民超额赠礼。事件披露后，河井的丈夫河井克行宣布辞任法务大臣。其后事件进一步发酵，消息指选民前夕，日本民主党党部向广岛县地方办公室捐赠了极不寻常的150万日元。
2020年4月7日，安藝太田町町长小坂真治因接受河井20万日元捐赠，宣布辞职。而除了町长本人，町议会议长和副议长都曾接受行贿。安芸高田市市长浜田一義也接受了60万日元赠礼，他后来在记者会上以光头示人，表达悔恨之情。后来检方对河井的住宅及办公室进行搜查，结果在河井克行使用的一部电脑里发现一份收礼人名单，至少100人名列其中，包括广岛县各市各町的政治人物，以及河井夫妇竞选团队的工作人员。
2020年6月16日，河井夫妇宣布退出自由民主党。三天后，两人被控贿选、向广岛县的政界人士与支持者送出2500万美元，涉嫌违反《公职选举法》，被广岛地方检察厅的检察官逮捕。同年7月，广岛地方裁判所与廣島高等裁判所裁定2019年7月19日至23日参议员选举期间，河井案里的公派秘书向14名竞选工作人员输送了204万日元，超出每天每人只能接受1.5万日元的法定限额，故判处秘书监禁18个月，禁止参与公职5年。随后广岛高级检察厅向法庭提出申诉，要求取消河井案里2019年选举结果。
2021年1月20日，東京地方裁判所裁定河井案里向广岛县议会议员行贿，违反《公职选举法》，判处其入狱一年零四个月、禁止出任公职五年。而在判决书中，江田島市议会的一名议员及广岛县议会四名议员也一共接受了170万捐赠。据当地的政界人士表示，他们相信河井夫妻之所以贿赂他们，是为了确保河井在参议员选举中得到支持。
2022年1月，在东京家中的河井案里吞食过量安眠药自杀未果，被送往医院。